# Anna J. Harrison
Pour les articles homonymes, voir Anna Harrison et Harrison.
Anna Jane Harrison (née le 23 décembre 1912, morte le 8 août 1998) est une chimiste américaine, professeur de chimie au Mount Holyoke College pendant près de 40 ans. Elle a été la première femme présidente de l'American Chemical Society.

## Biographie
Née en 1912 à Benton City (Missouri), ses parents étaient fermiers. Son père meurt alors qu'elle n'a que sept ans, laissant sa mère s'occuper de la ferme et de l'éducation de ses enfants. Elle commence à s'intéresser à la science lors de ses études secondaires à Mexico (Missouri). Elle est diplômée en 1933 en chimie, en 1935 en éducation, et obtient un Ph D. en chimie en 1940 à l'Université du Missouri. En 1942 elle dirige un projet de recherche militaire à l'Université du Missouri et en 1944 un projet de recherche sur la détection de gaz toxiques à Kansas City. Elle reçoit le prix  Frank Forrest pour ses recherches.